# Capitolio del Estado de Wisconsin
El Capitolio del Estado de Wisconsin (en inglés Wisconsin State Capitol) es un edificio situado en Madison, la capital del estado de Wisconsin (Estados Unidos). Alberga las dos cámaras de la Legislatura del estado junto con la Corte Suprema y la Oficina del Gobernador. Terminado en 1917, es el quinto en servir como el capitolio de Wisconsin desde la primera legislatura territorial convocada en 1836 y el tercer edificio desde que accedió la condición de estado en 1848. El Capitolio es el edificio más alto de Madison, una distinción que ha sido preservada por la legislación que prohíbe los edificios más altos que las columnas que rodean la cúpula (187 pies). Está ubicado en el extremo suroeste del Istmo de Madison. Las calles que rodean el edificio forman la Plaza del Capitolio. Fue incluido en el Registro Nacional de Lugares Históricos en 1970 y nombrado Hito Histórico Nacional en 2001.

## Historia

### Capitolios territoriales
El primer capitolio era una casa municipal prefabricada con estructura de madera sin calefacción ni agua que había sido enviada apresuradamente a Belmont. Los legisladores se reunieron allí durante 42 días después de que Belmont fuera designada capital del Territorio de Wisconsin. La sesión eligió Madison como el sitio del capitolio, La casa del consejo y una casa de hospedaje asociada todavía están en pie y son operadas por la Sociedad Histórica de Wisconsin como el Primer Sitio Histórico del Capitolio.
El segundo capitolio territorial tuvo su sede en Burlington, el estado de Iowa,  y fue de corta duración. Se construyó en 1837 y el 12 de diciembre del mismo año, a mitad de la sesión, sufrió un incendio catastrófico. En 1838, la legislatura se reunió en dos edificios separados en Burlington. En 1838, el Congreso de los Estados Unidos creó el Territorio de Iowa, lo que obligó a la legislatura de Wisconsin a trasladarse a Madison antes de lo previsto.      Ulteriormente se eligió a como el sitio del segundo Capitolio hasta que Madison pudiera estar lista.

### Primer capitolio estatal
El primer Capitolio estatal, ubicado en el sitio del actual edificio en Madison se inició en el verano de 1837 bajo la supervisión de James D. Doty, John F. O'Neil y A. A. Bird. Estaba previsto que se terminara en 1839 y que costara 40 000 dólares, pero solo se finalizó en 1848 y su costo excedió los 60 000 dólares. Para su construcción se usó piedra de Maple Bluff y madera cortada a unas pocas cuadras de la Plaza del Capitolio.

### Cuarto capitolio

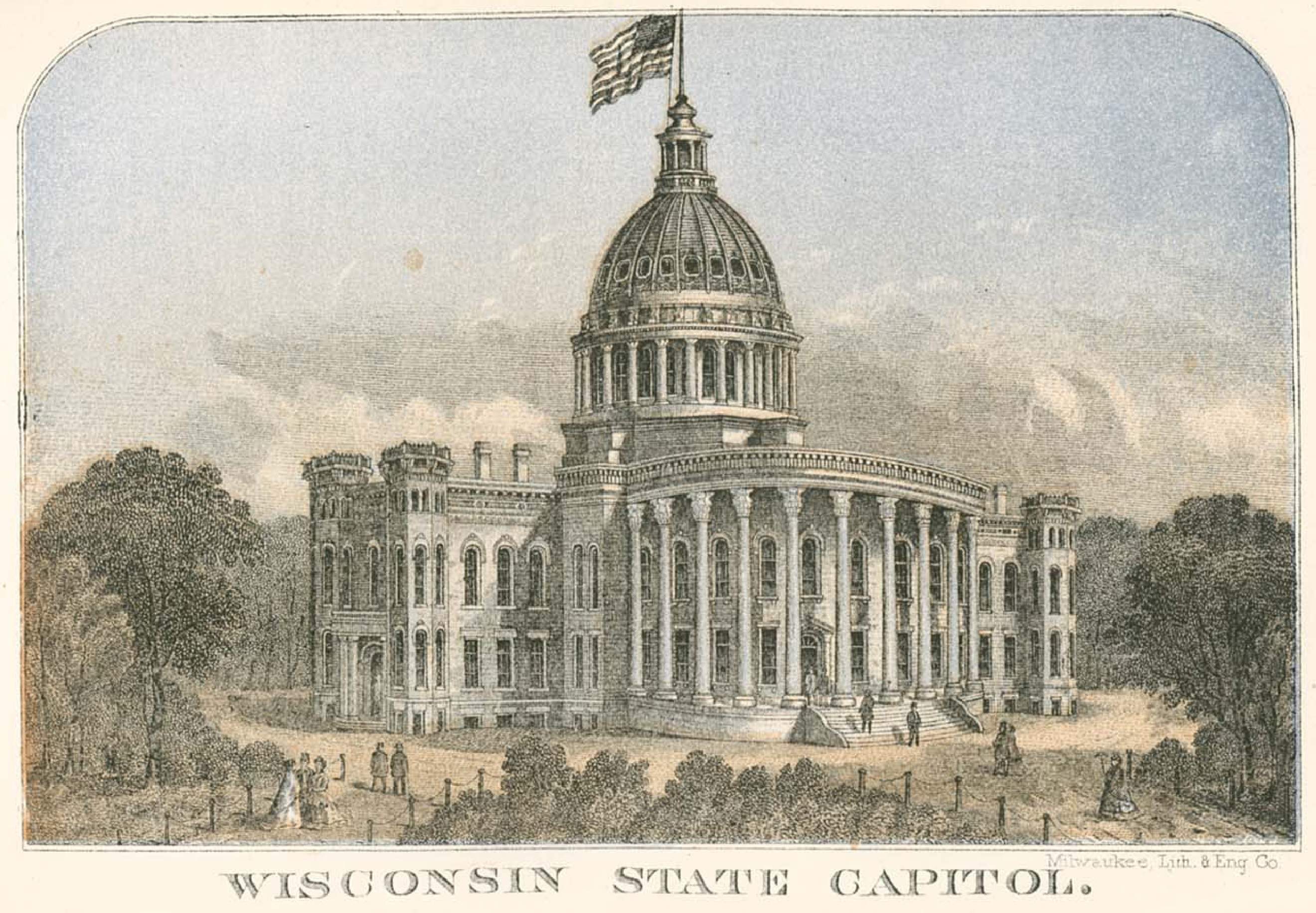
Capitolio del estado (grabado de 1863)

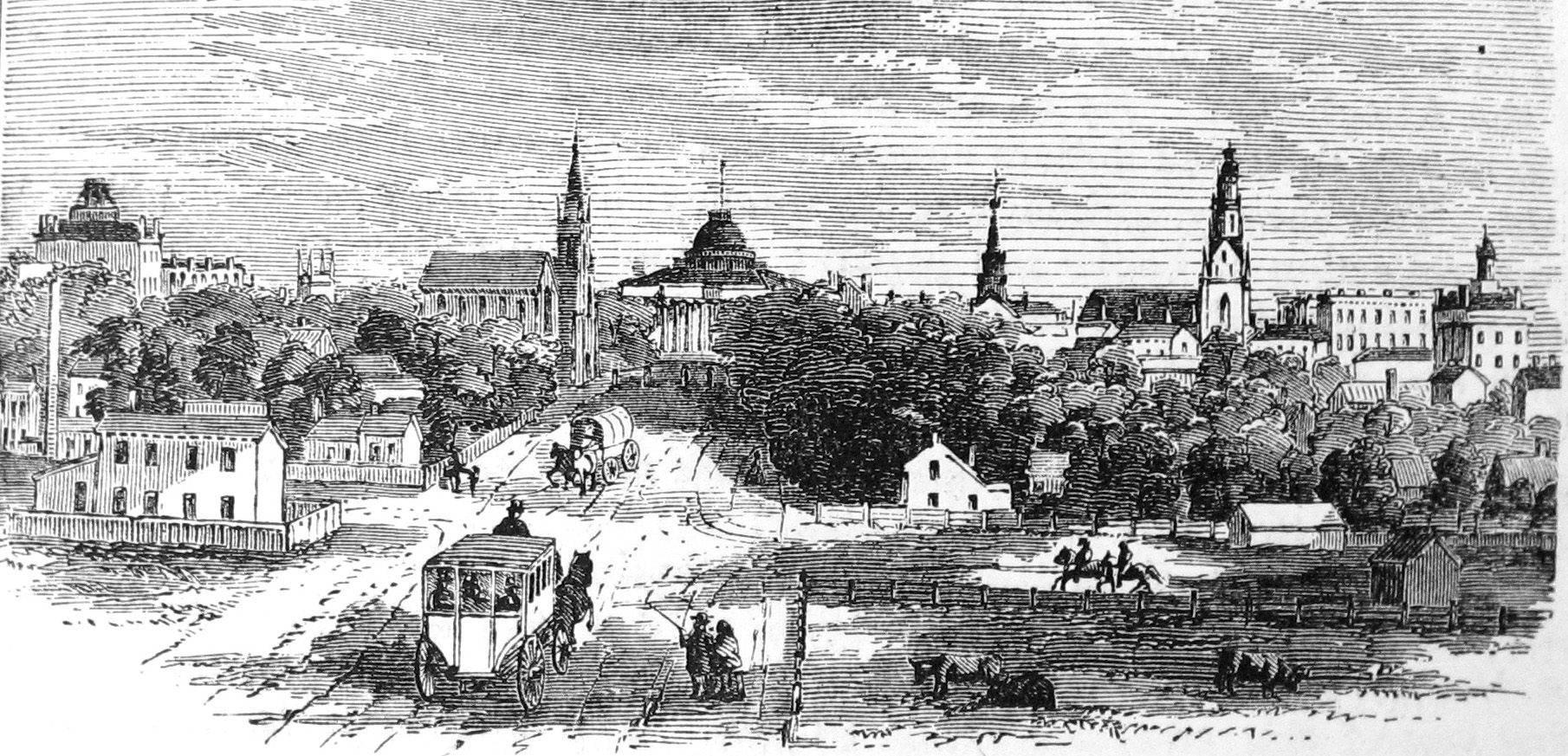
Vista del centro y del antiguo capitolio desde Washington Street, 1865.

Alrededores del capitolio entre 1880 y 1899

Las crecientes necesidades del gobierno obligaron al estado a construir un nuevo capitolio, también en el sitio del actual capitolio. Esta estructura, con una cúpula similar inspirada en el Capitolio de Estados Unidos, Fue construida entre 1857 y 1869. Durante 1882, se amplió a un costo de 900 000 dólares, con dos alas al norte y al sur. Sin embargo, durante 1903, una comisión comenzó a investigar el reemplazo de la estructura.

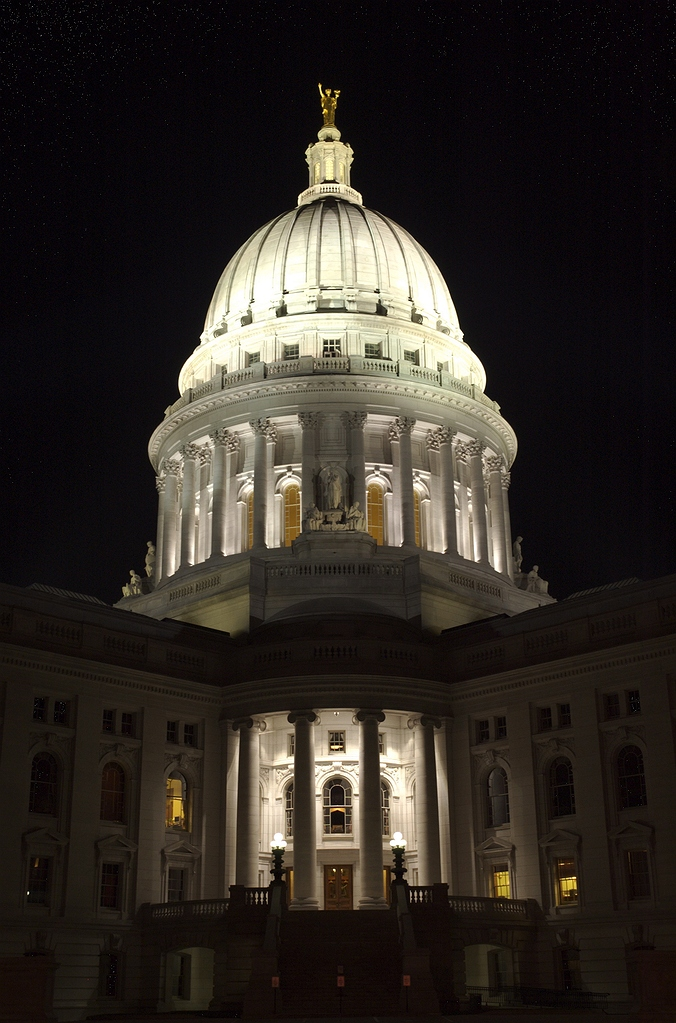
Vista nocturna del capitolio

En la noche del 26 de febrero de 1904, un chorro de gas encendió un techo recién barnizado en el tercer edificio del capitolio. Aunque el edificio tenía un sistema de extinción de incendios avanzado, el depósito de la cercana Universidad de Wisconsin-Madison, que abastecía a la capital, estaba vacío, lo que permitió que el fuego se extendiera sustancialmente antes de que se pudiera realizar el cambio a suministros de agua alternativos de la ciudad.
Los bomberos de Madison no pudieron manejar el incendio por sí mismos, por lo que tuvieron que traer hombres y equipo adicionales desde Milwaukee. La eficacia de los refuerzos se vio inicialmente obstaculizada por temperaturas muy frías; cuando llegaron a Madison, su equipo se había congelado y era necesario descongelarlo. Como resultado, toda la estructura, excepto el ala norte, se quemó hasta los cimientos. Se perdieron numerosos registros, libros y artefactos históricos, incluido el monte del Viejo Abe, una mascota de la Guerra Civil. Sin embargo, gracias a los esfuerzos de los estudiantes universitarios, se salvó gran parte de la biblioteca jurídica estatal.

### Edificio actual
La construcción del actual capitolio, el tercero en Madison, comenzó a fines de 1906 y se completó en 1917 a un costo de 7,25 millones de dólares. El arquitecto fue George B. Post & Sons de Nueva York. Debido a las limitaciones financieras y la necesidad de espacio de oficina inmediato para albergar a los empleados del gobierno estatal, la construcción del nuevo edificio se extendió durante varios años y enfatizó la construcción de un ala a la vez.

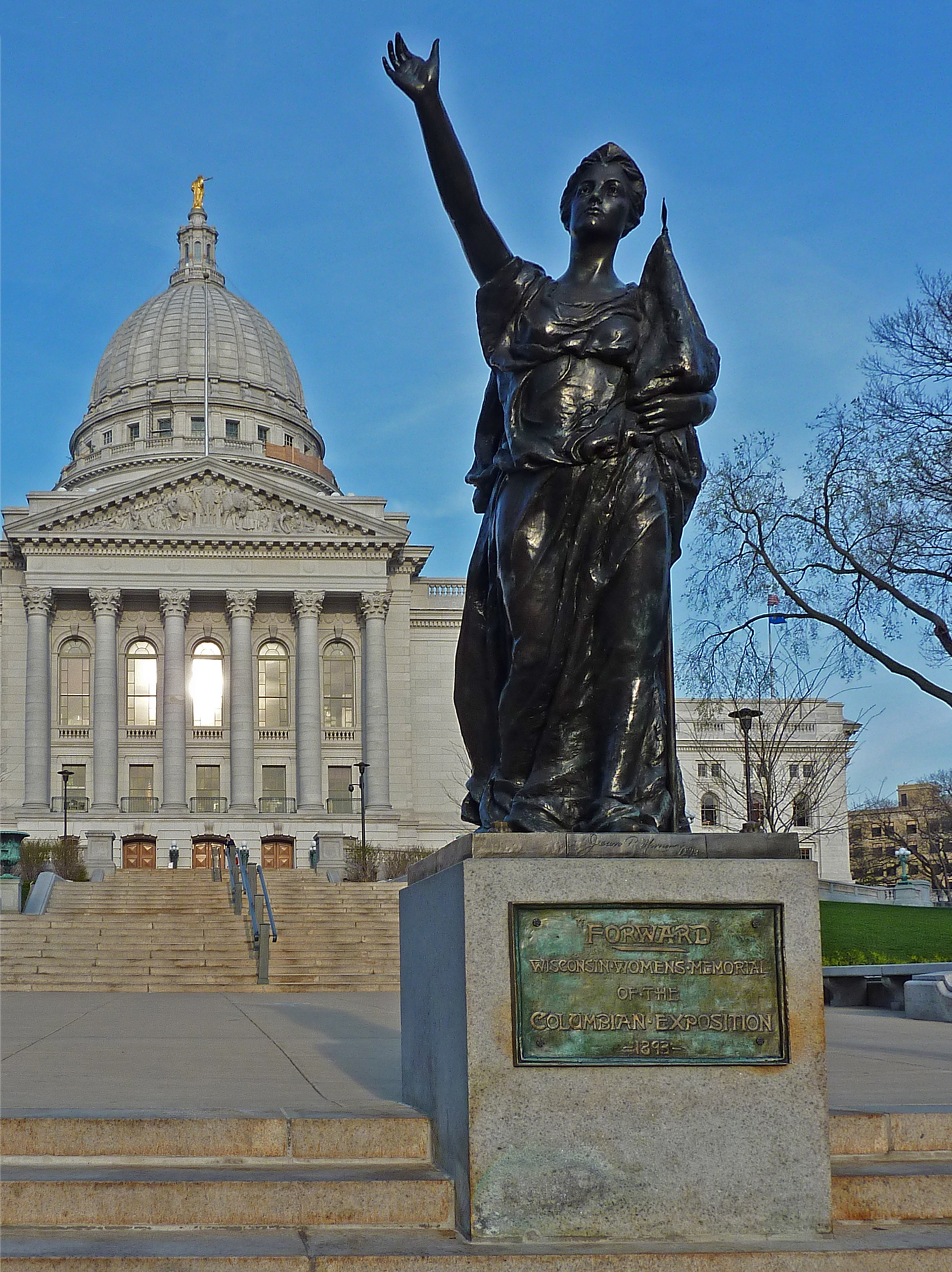
Forward de Jean P. Miner

El Capitolio es un edificio de estilo neoclásico que mide 86 metros de alto desde la planta baja hasta la parte superior de la estatua de Wisconsin en la cúpula.
La estatua de Wisconsin en la cúpula fue esculpida durante 1920 por Daniel Chester French de Nueva York. Su mano izquierda sostiene un globo terráqueo coronado por un águila y su brazo derecho está extendido para simbolizar el lema del estado, "Adelante". Lleva un casco con el animal del estado, el tejón, encima. Está hecho de bronce hueco cubierto con pan de oro. Wisconsin mide 4,5 m de alto y pesa tres toneladas. La estatua comúnmente se identifica erróneamente como Lady Forward o Miss Forward, que es el nombre de otra estatua en los terrenos del capitolio.
El capitolio se construyó con 43 tipos de piedra de seis países y ocho estados. La piedra exterior es de granito blanco Bethel de Vermont, lo que hace que la cúpula exterior sea la cúpula de granito más grande del mundo. Los pisos, paredes y columnas de los pasillos son de mármol de los estados de Tennessee, Misuri, Vermont, Georgia, Nueva York y Maryland; granito de los estados de Wisconsin y Minnesota; y piedra caliza de los estados de Minnesota e Illinois. También están representados los mármoles de Francia, Italia, Grecia, Argelia y Alemania, y la sienita de Noruega. Otros granitos de Wisconsin se encuentran a lo largo de los pasillos públicos en la planta baja, el primer y el segundo piso.

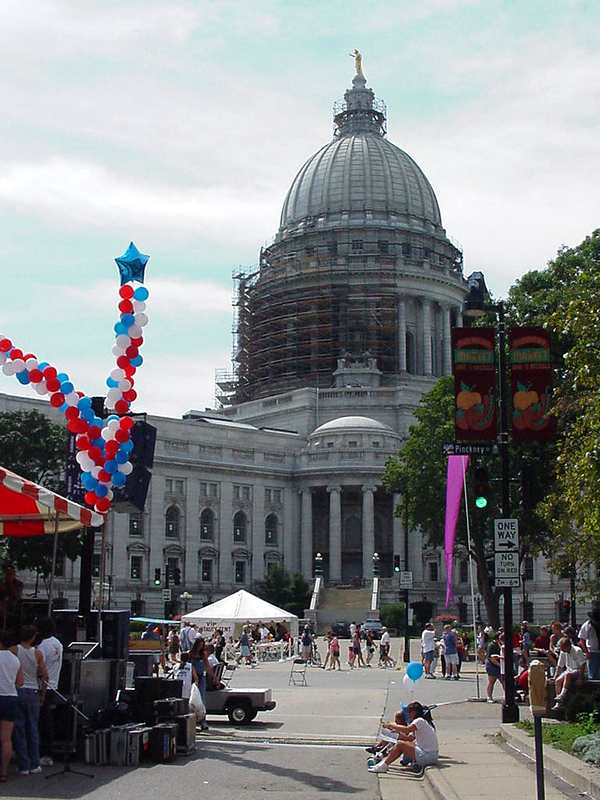
El Capitolio durante la restauración

El edificio fue designado Monumento Histórico Nacional en 2001. Una ley estatal de 1966 evita que cualquier edificio dentro de una milla del capitolio sea más alto que la base de las columnas que rodean y sostienen su cúpula. Su cúpula es la más voluminosa de todos los capitolios estadounidenses.

### Restauración y renovación
De 1988 a 2002, el capitolio se sometió a un proyecto de renovación y restauración que costó 158,8 millones de dólares. El proyecto se realizó ala por ala, al igual que la construcción original del capitolio. El propósito del proyecto era convertir el capitolio en un edificio moderno en funcionamiento, mientras se restauraba y conservaba su apariencia original de 1917.

## Arte
El edificio cuenta con grupos de esculturas en cada las cuatro alas y al nivel de la cúpula. Encima de la linterna de la cúpula está "Wisconsin", una estatua de bronce dorado del escultor Daniel Chester French (conocido por la estatua de Abraham Lincoln en el Monumento a Lincoln en Washington D. C.).  El interior de la cúpula fue pintado por Edwin Bashfield y las áreas de las paredes que la sostienen tienen mosaico del pintor Kenyon Cox. Sus frontones y algunas esculturas fueron diseñados por los escultores Adolf Weinman y Karl Bitter.

## Imágenes

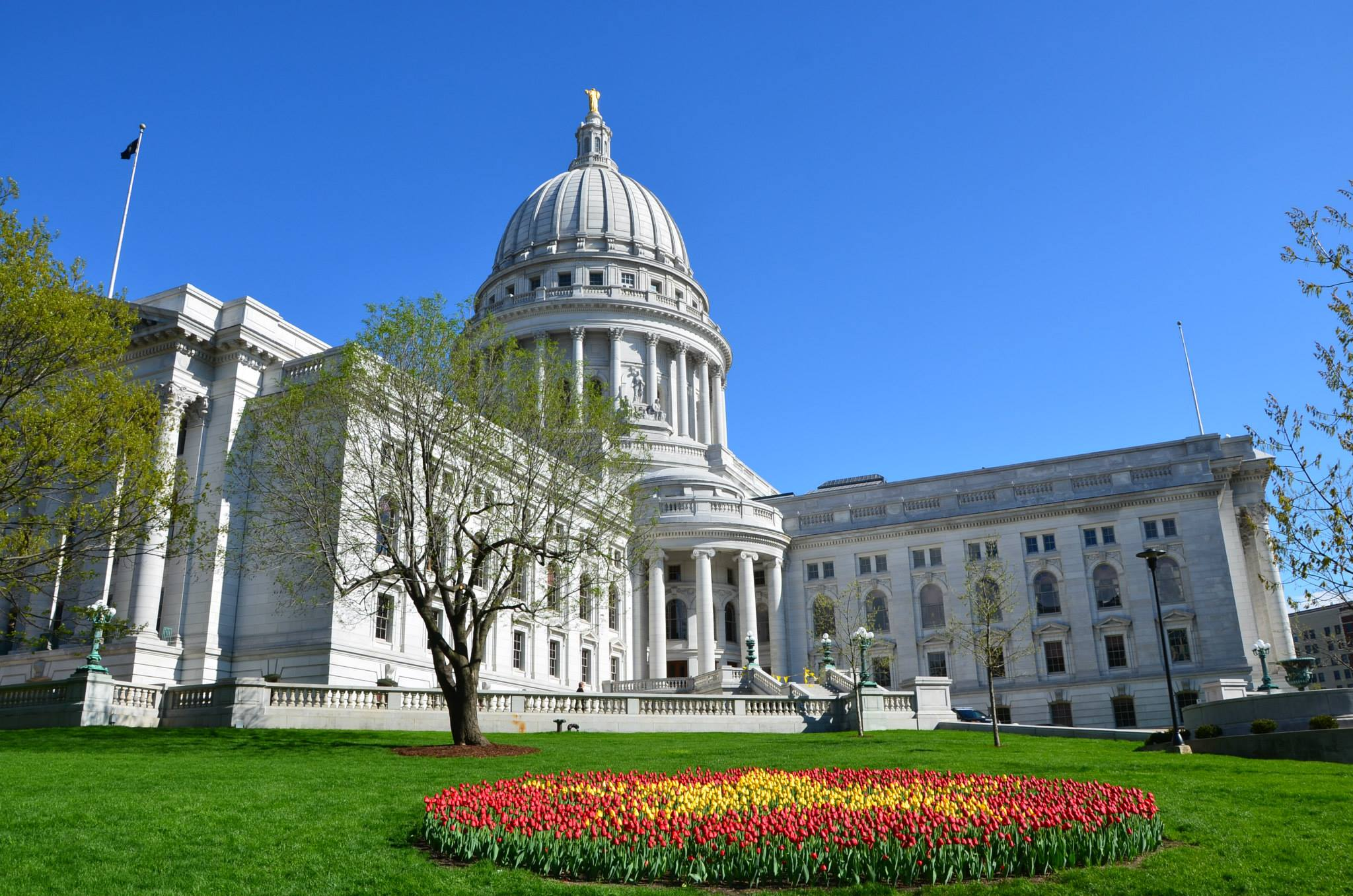
Edificio del Capitolio del Estado de Wisconsin durante el Festival de Tulipanes
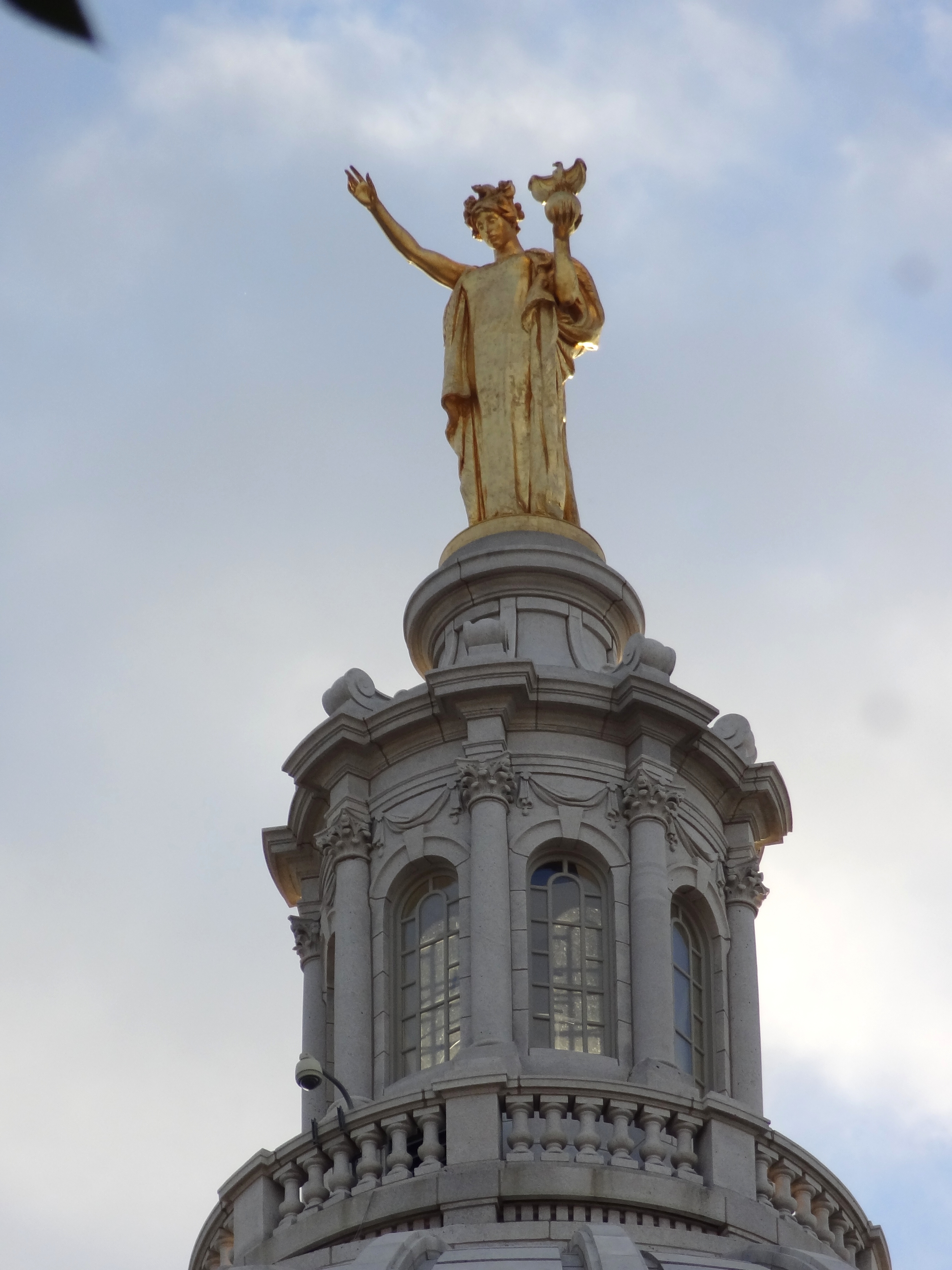
Estatua de Wisconsin por Daniel Chester French
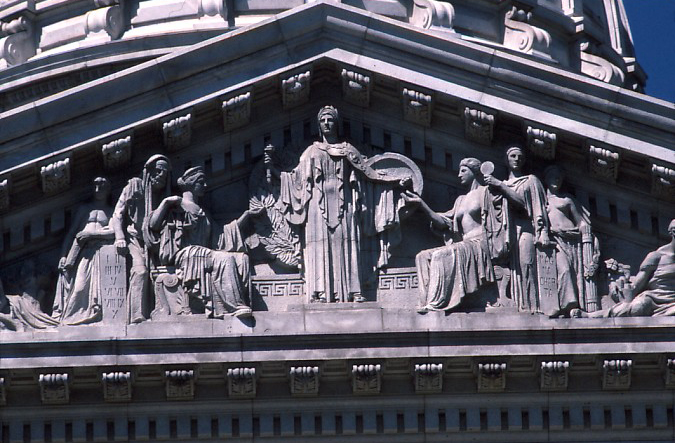
Frontón este de Karl Bitter
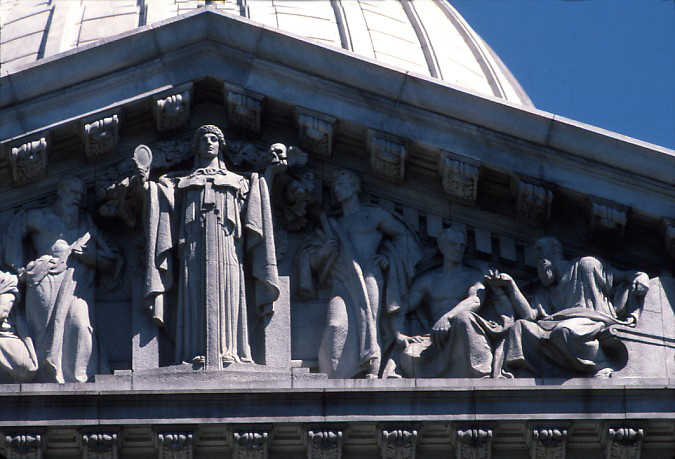
Frontón sur, virtudes y rasgos de carácter por Adolph Weinman
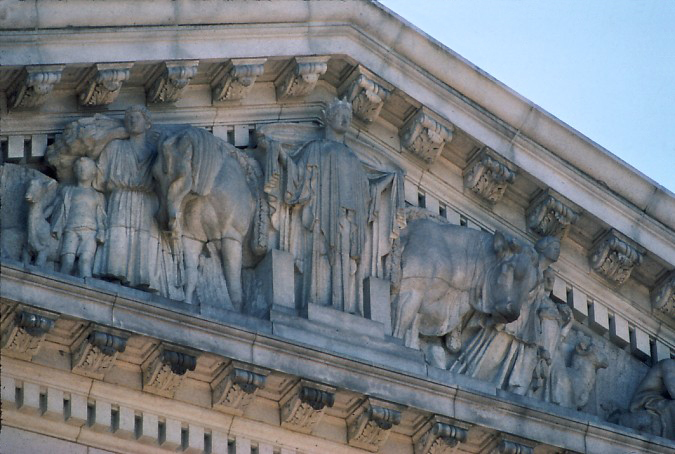
Frontón oeste de Karl Bitter
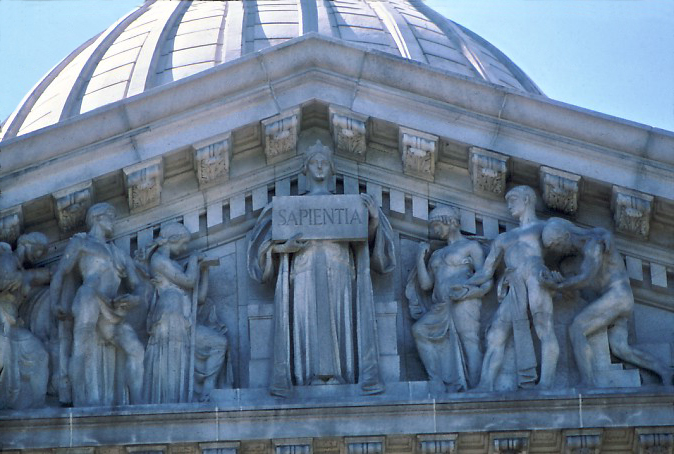
Frontón norte de Attilio Piccirilli
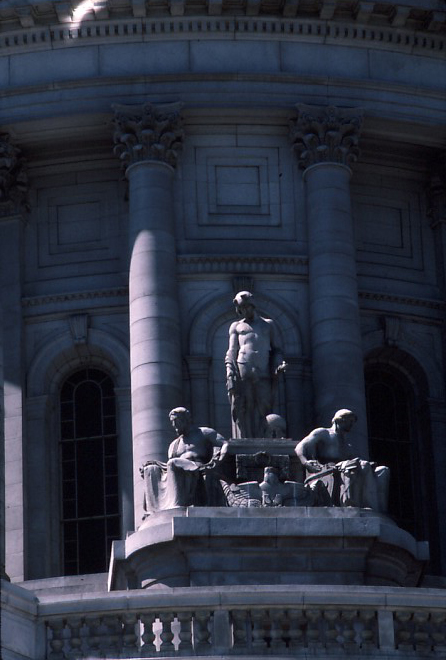
Conocimiento, grupo NE, Karl Bitter
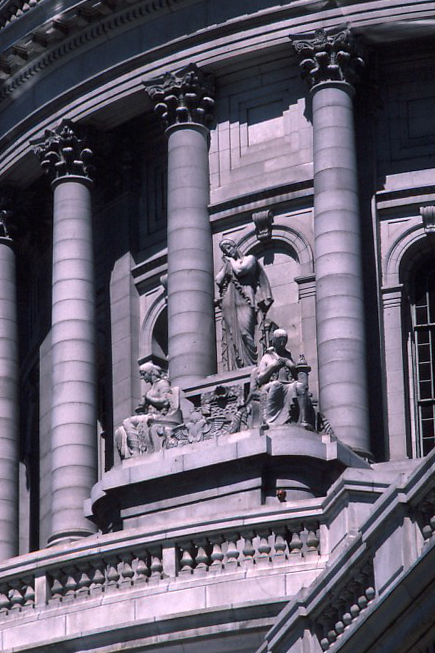
Faith, grupo SE, Karl Bitter
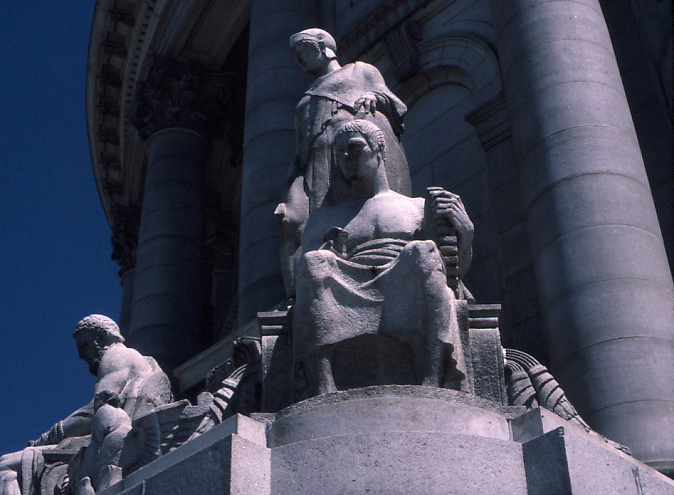
Fuerza, grupo SW, Karl Bitter
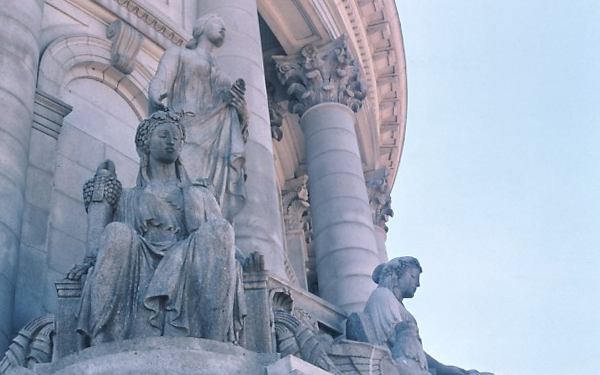
Prosperidad y abundancia, grupo NW, Karl Bitter
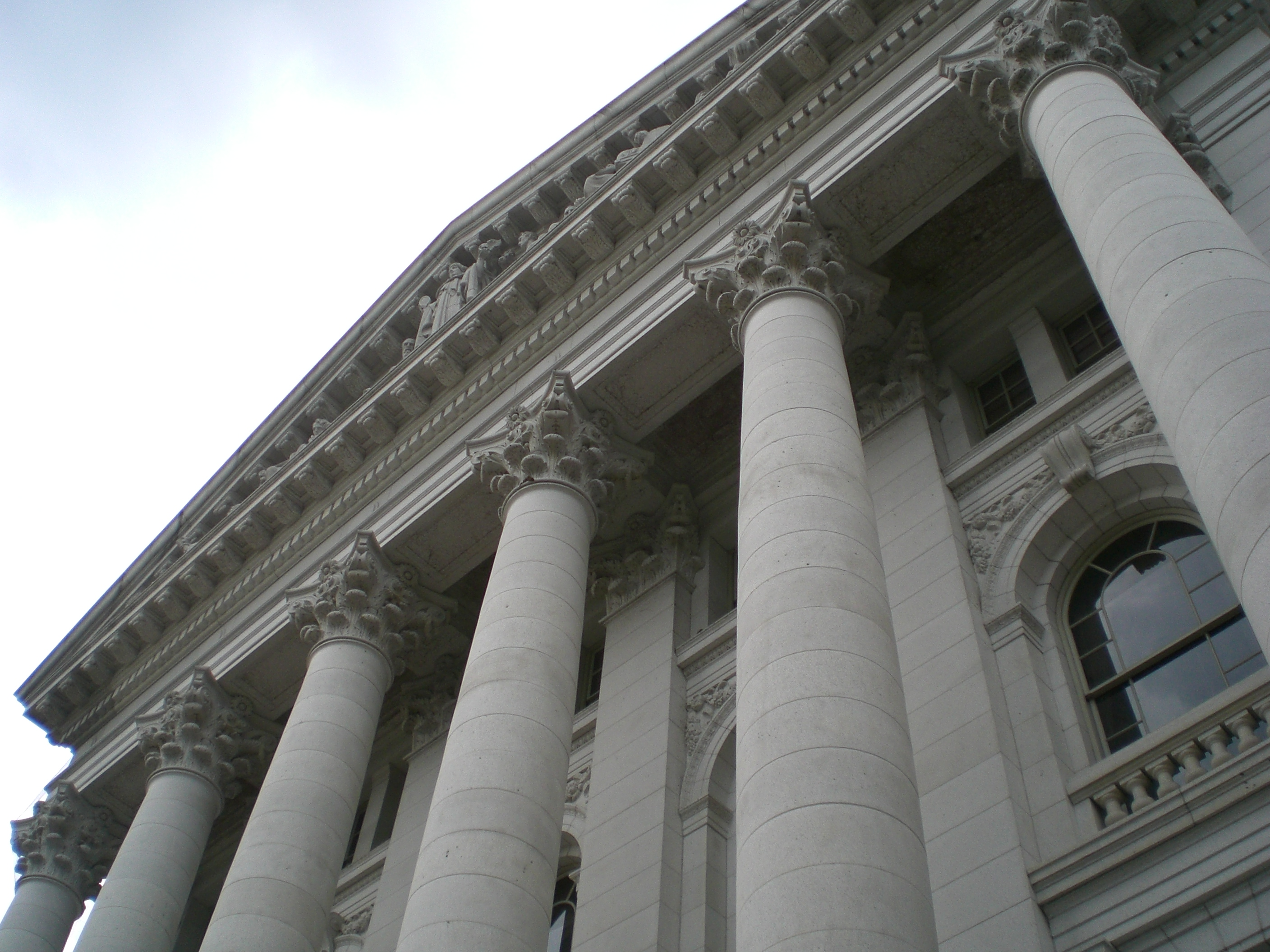
Columnas de la fachada sur
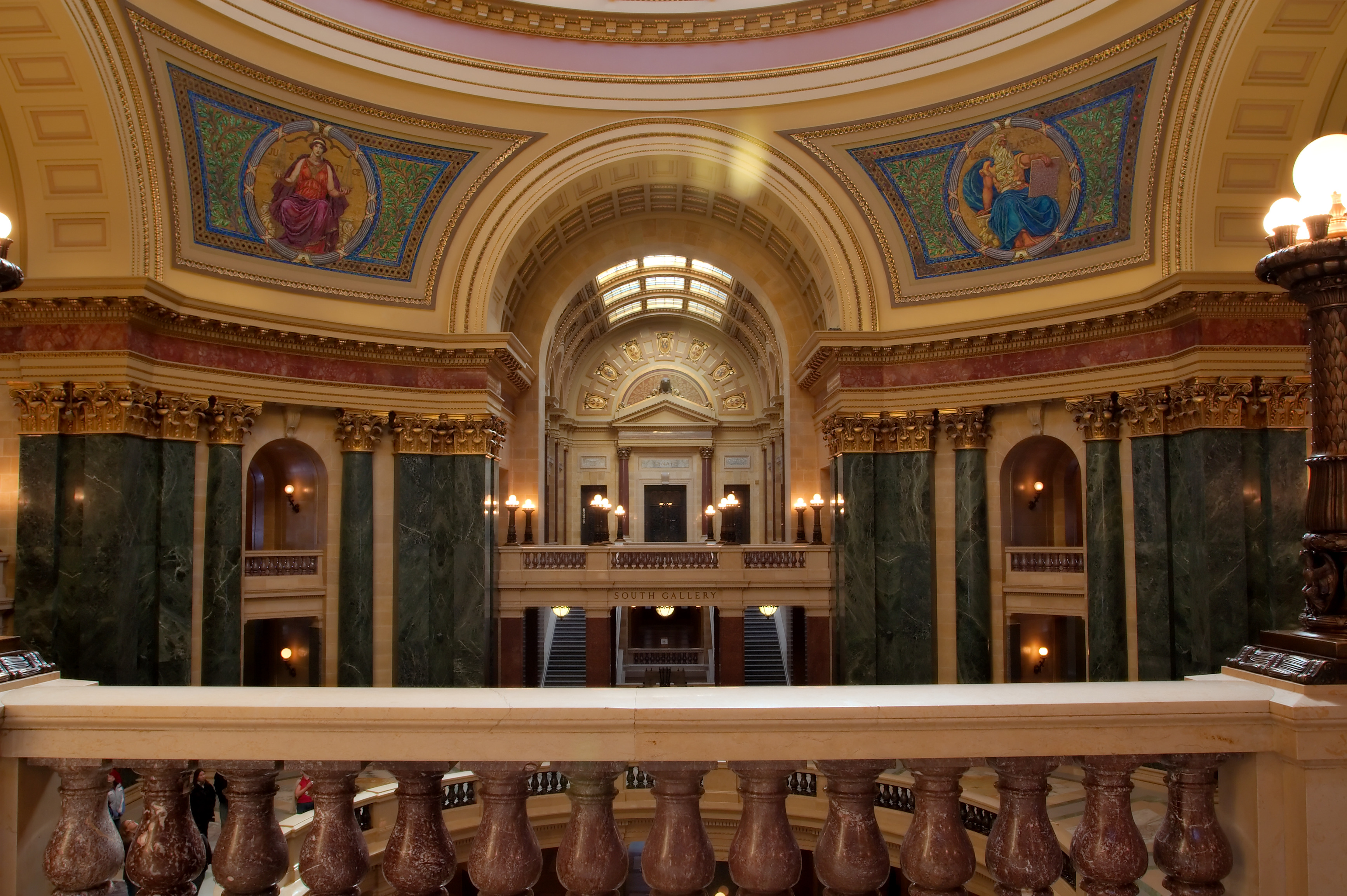
Bajo la cúpula
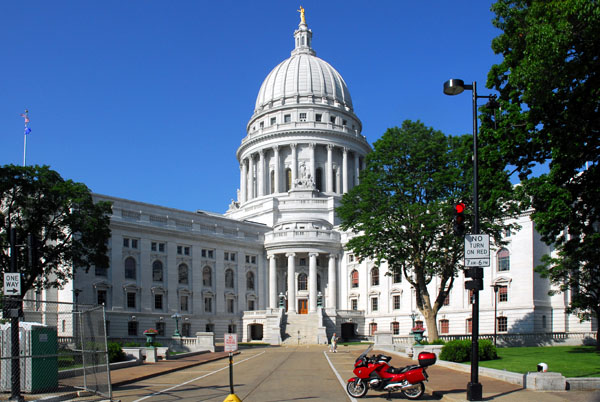
Entrada sureste
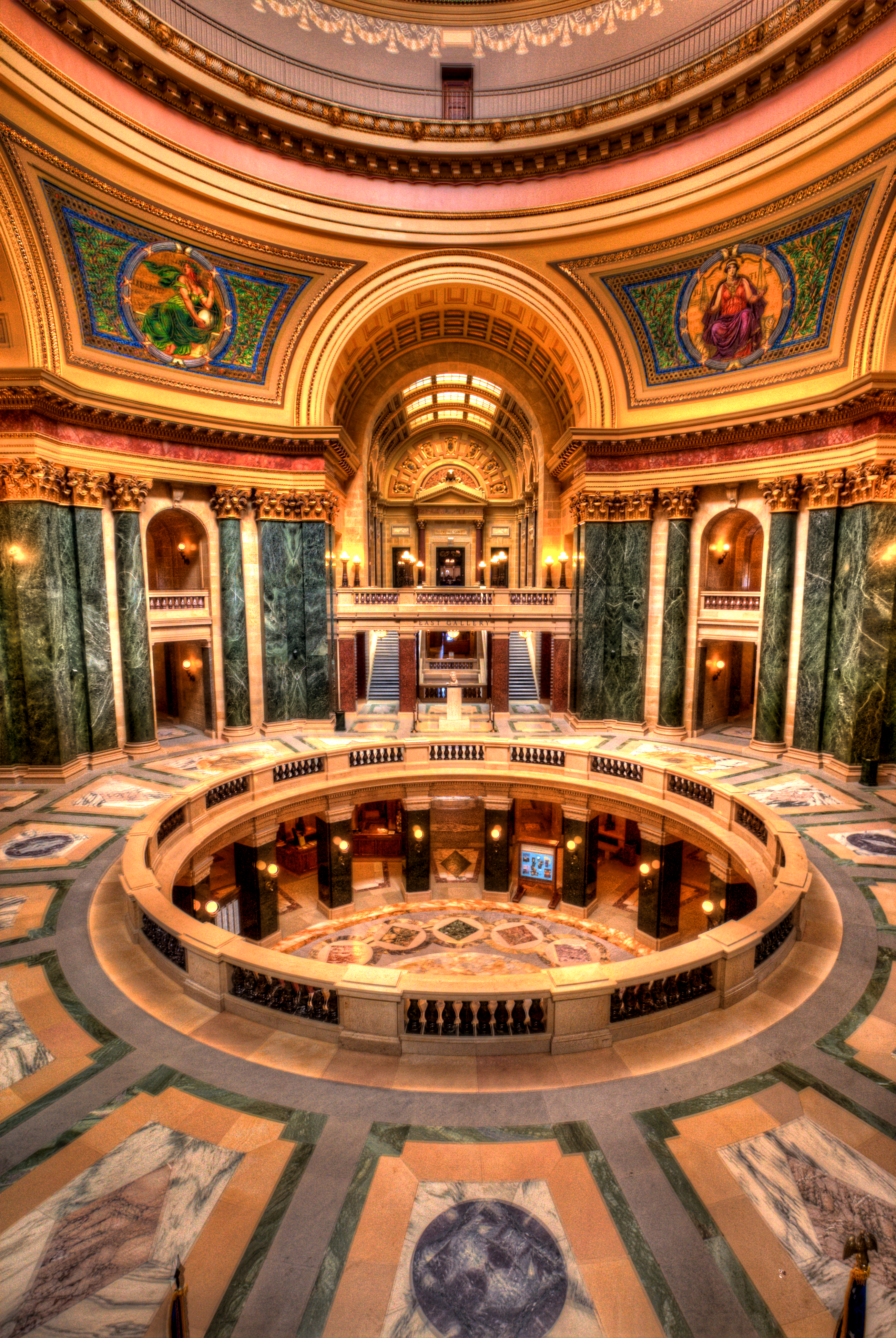
Piso de la rotonda
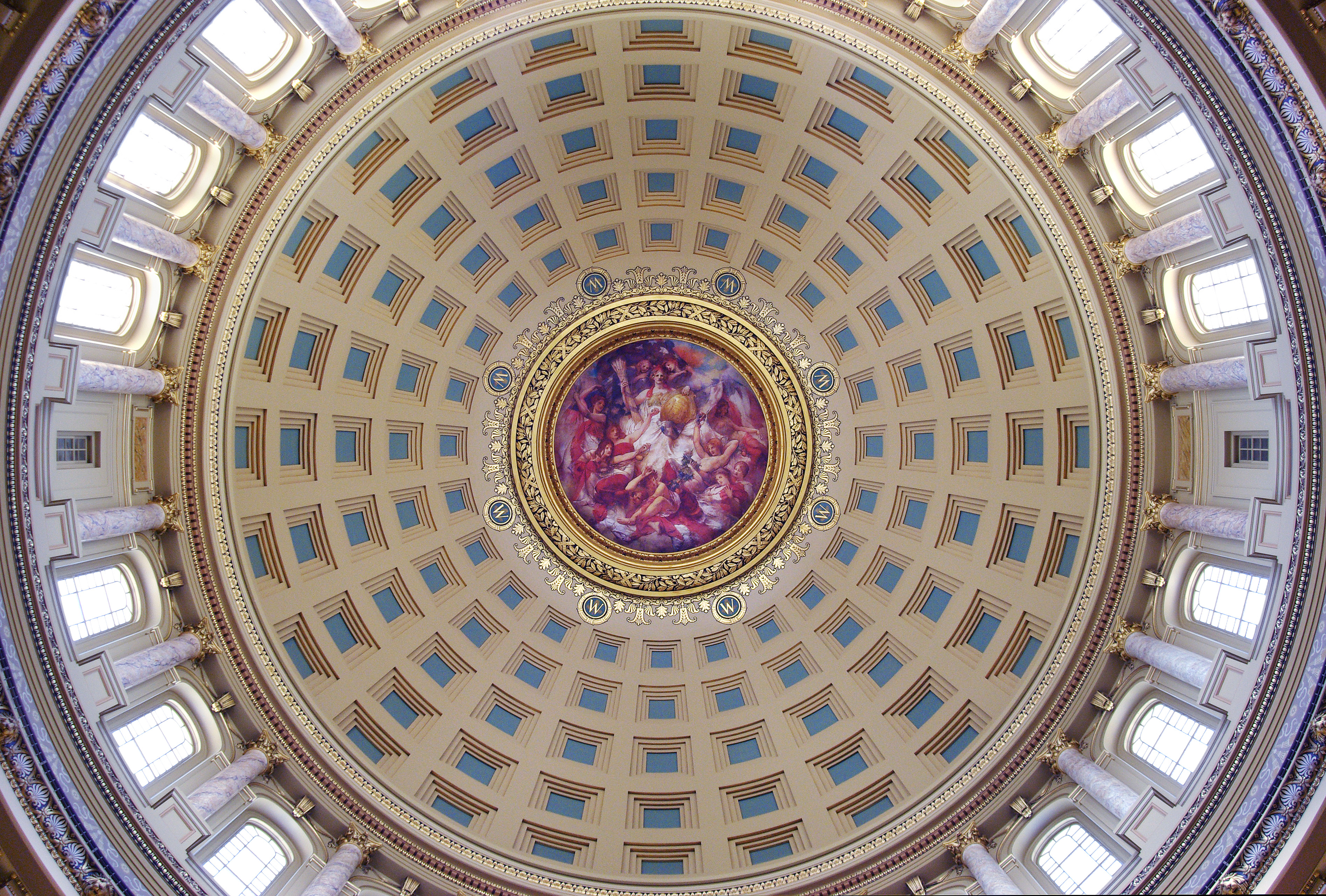
Interior de la cúpula
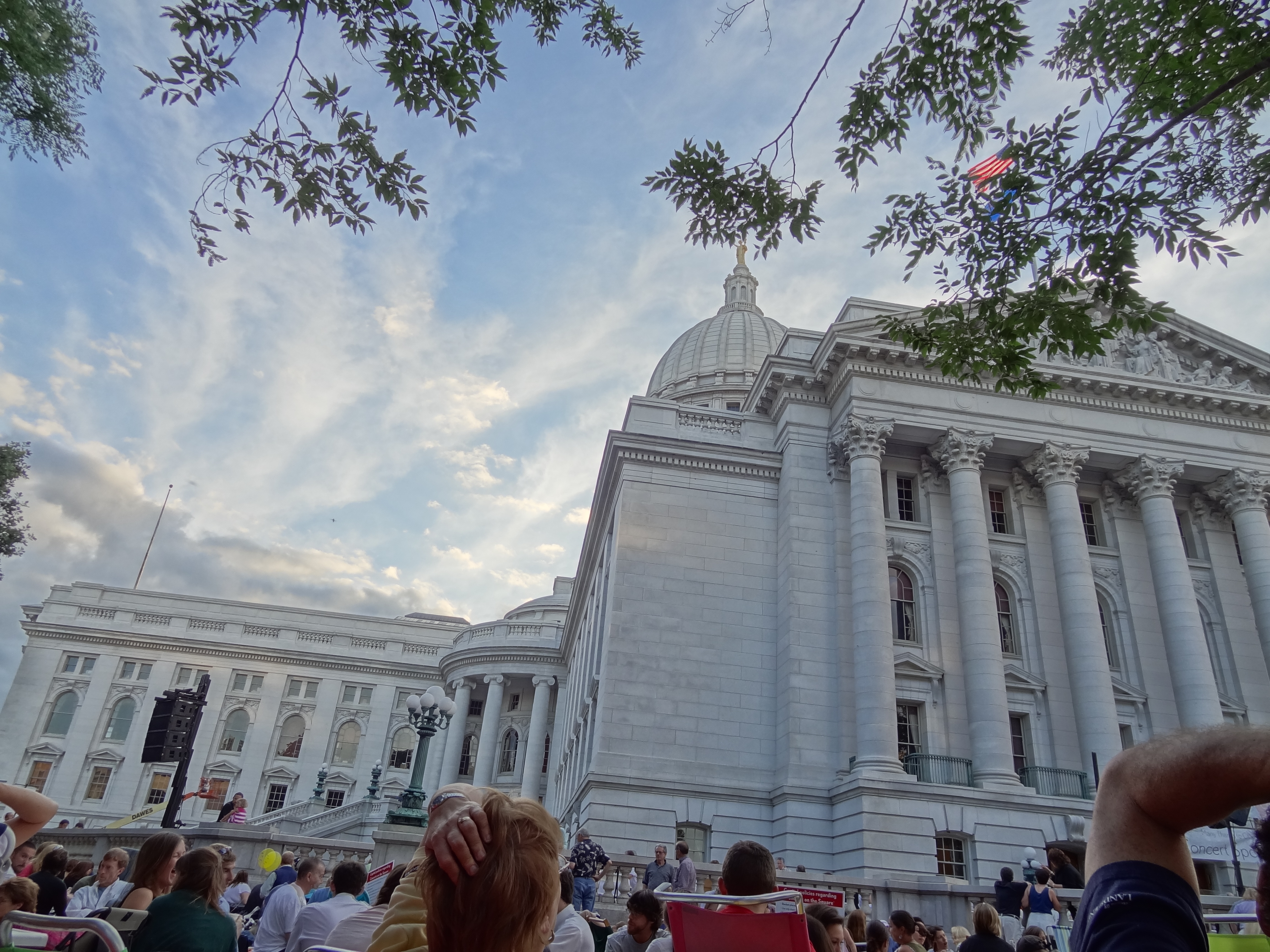
Lado este durante los conciertos en la plaza
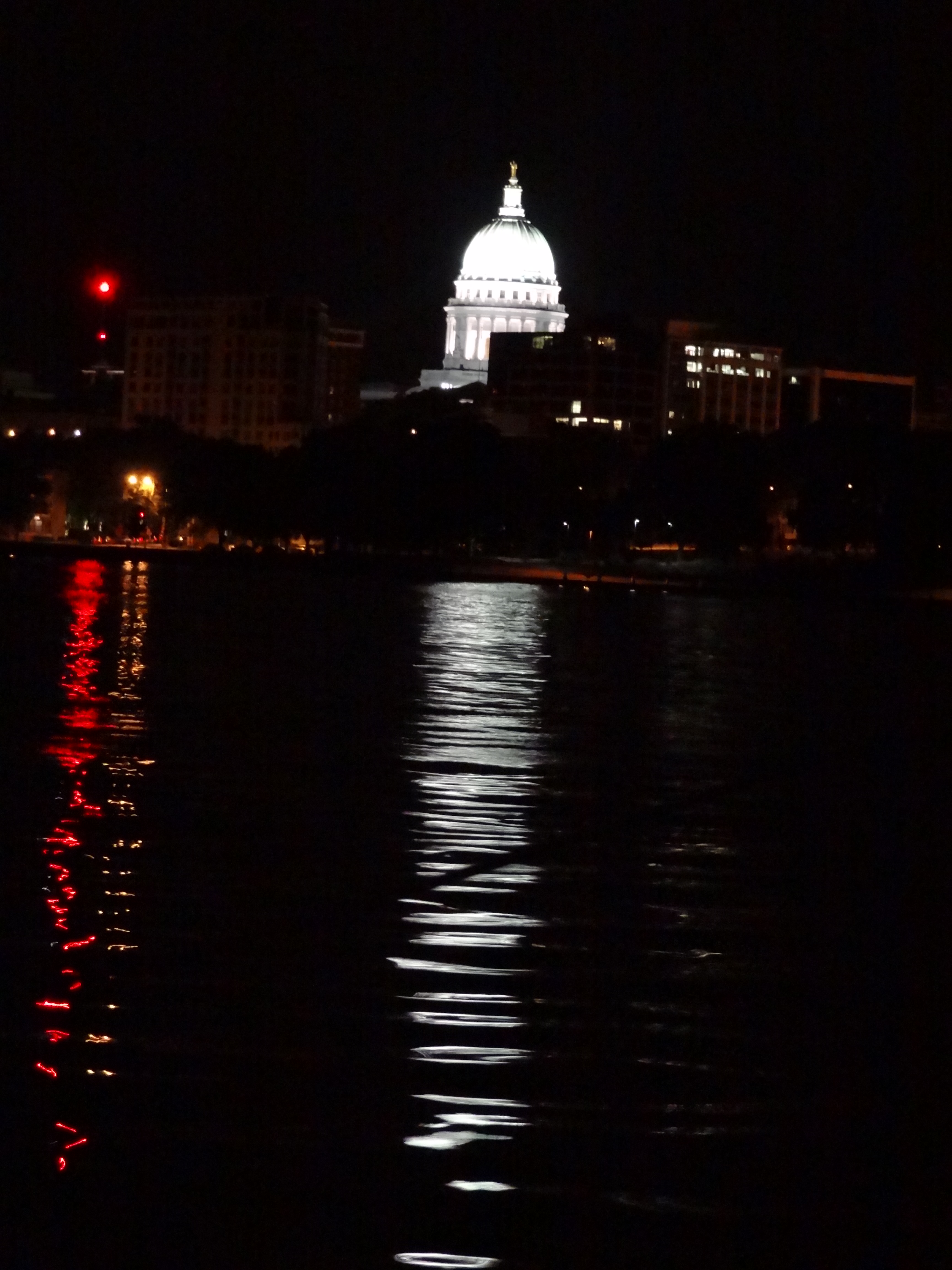
Capitolio del lago Mendota